# Iridopsis
Iridopsis là một chi bướm đêm thuộc họ Geometridae.